# アステル沖縄
株式会社アステル沖縄（アステルおきなわ）は、かつて沖縄県内においてアステルブランドのPHS事業を行っていた電気通信事業者である。

## 概要
他の地域とは異なり、沖縄県においてアステルは2003年当時で76パーセントと、PHSでは一番のシェアを誇っていた。これは、他社がカバーしていなかった北部地域をカバーしていたことや沖縄セルラー電話同様、沖縄県内の企業ということで、郷土愛の強い県民性から支持されていたことによる。また、サービス終了前の数年は法人契約増加・高齢者・障害者向けの割引サービスの提供などで持ち直し、経常利益・当期利益なども計上していた。
しかし、全国のアステル地域会社の撤退や、全国ローミングの停止、新規電話機の発売が今後ないことから、経営継続が困難と判断。2005年1月25日、当時のディーディーアイポケットと親会社の沖縄電力が共同出資したウィルコム沖縄へ事業を譲渡し、同年1月31日付で解散した。アステル沖縄の会長であった仲井眞弘多は、アステル時代の経験を買われ、事業引継ぎ会社ウィルコム沖縄の名誉顧問に就任した。かつての本社所在地には、ウィルコム沖縄本社があった。
移行にあたり、ネットワーク・端末・課金システムはウィルコムのものを使用する、メールサービスはウィルコムのデータ通信サービスに統合するため、@**.pdx.ne.jpというドメインのものにするなどの変更が生じた。また、沖縄県においてはアステルのエリアのほうがウィルコムよりも広かったため、ウィルコムは同等のエリアを確保すべく共同事業の開始にあわせ、エリア拡大を急ピッチで行なった。
既存のアステル加入者に対しては、電話番号はアステル沖縄からの番号を移行できる、ウィルコム本来のコースに加えてアステルの料金プランと類似したウィルコム沖縄専用の料金コースを選択できるようにする、ウィルコム端末を加入者全員に配布するなどの措置をとった。

## 年表

### アステル沖縄時代
- 1994年11月28日 - 株式会社アステル沖縄設立。
- 1995年4月4日 - 第一種電気通信事業許可。
- 1996年
  - 1月 - 着信転送サービス開始。
  - 1月25日 - アステル沖縄サービスを開始。
  - 12月 - 自動車携帯暫定接続サービス開始。
- 1997年
  - 1月 - 留守番電話サービスを開始。
  - 2月 - 宮古・八重山・本島北部へエリア拡大。
  - 4月 - 32k高速データ伝送サービスを提供開始。
  - 6月 - モジトークサービスを開始。
  - 7月 - PHS発信国際電話接続サービス」提供開始
- 1998年
  - 7月 - デイトークプラン提供開始。
    - 長期利用W割引サービス開始。

  - 10月 - 家族割引サービス開始。
    - PHS間短時間通話料金値下げ
    - 自動車携帯電話への通話料金値下げ
- 1999年
  - 1月 - 電話番号11桁化。
  - 3月 - 「デイトークプラン」一部通話料金値下げ。
  - 4月 - 「電話番号案内（104）接続サービス」開始。
    - NTTフリーダイヤル（0120）接続サービス開始。

### ウィルコム沖縄への営業譲渡まで
- 2004年
  - 7月26日 - アステル沖縄とDDIポケットの共同事業に関する基本合意の締結（DDIポケット・沖縄電力）。しかし11月、アステル側が「状況の変化」を理由に（同月末限りで全国ローミング停止が決まったためと考えられる）解散を決定する。
  - 11月15日 - 新規加入受付を停止。
  - 12月3日 - 事業存続会社の株式会社ウィルコム沖縄が設立される。
  - 12月10日 - 関連4社による営業譲渡契約締結（DDIポケット・沖縄電力・アステル沖縄・ウィルコム沖縄）。
  - 12月中旬 - 株主総会における承認（アステル沖縄・ウィルコム沖縄）
- 2005年
  - 1月25日 - ウィルコム沖縄へ事業を譲渡。全国で6社目の撤退。
  - 1月31日 - 解散。
  - 7月22日 - 清算終了。法人格抹消登記がなされ、およそ11年の歴史に幕を閉じる。

## イメージキャラクター
- ディアマンテス
- 前原あや子